# 大戰略遊戲

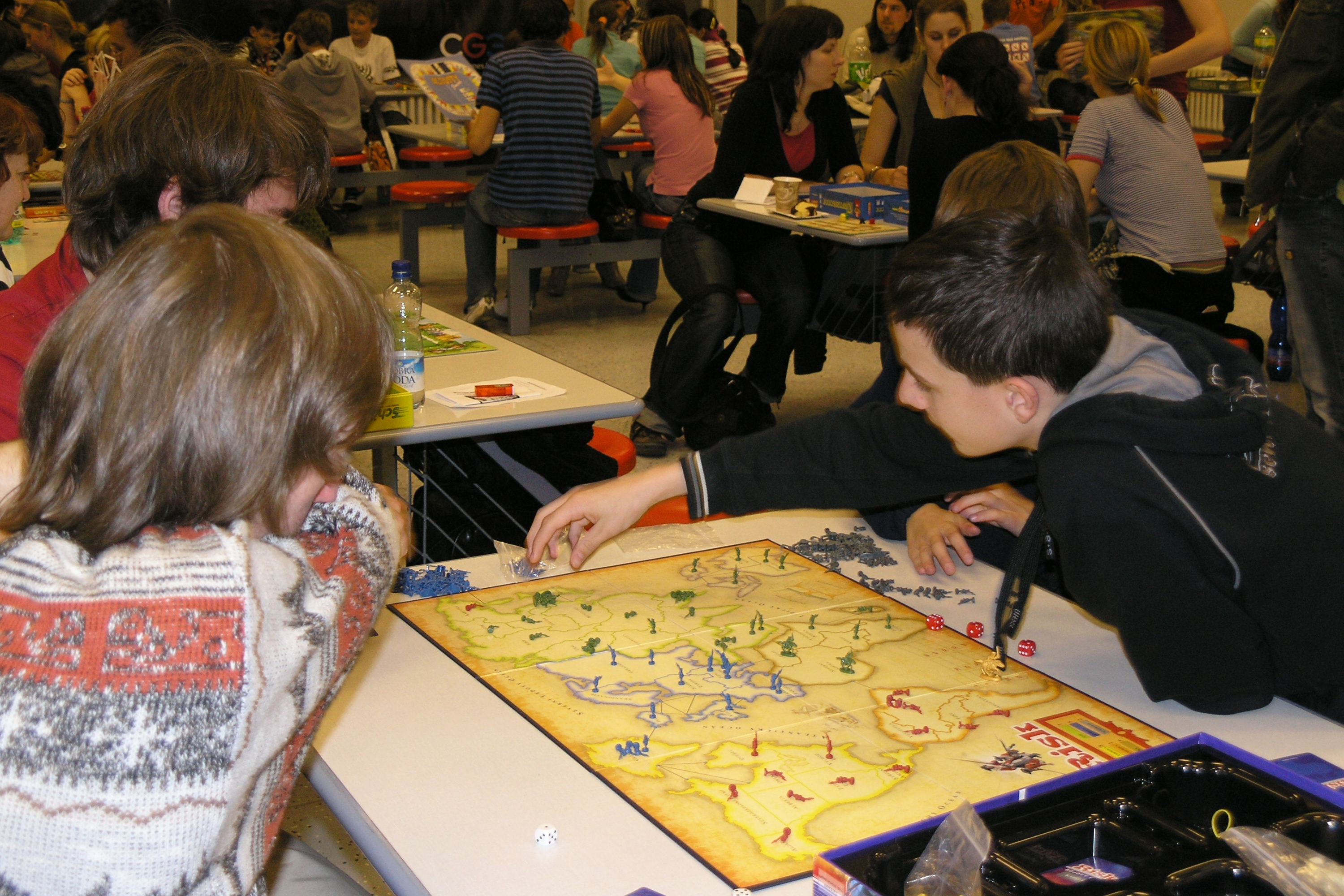
人们正在游玩大战略游戏

大戰略遊戲（Grand Strategy Game）是一种侧重于大战略的战争游戏，操纵政体资源的战争策略游戏。这是一种与4X游戏有很多交集的类型，但在“非对称”方面，操作政体的玩家在探索和开拓游戏世界时受特定设置的约束，而不是处于对等自由的派系中。

## 游戏范围
高度抽象或完全消除军事战术的大战略圖版游戏包括戰國風雲和外交。稍微现实一些的如軸心國與同盟國，虽然其中军事因素仍然是高度抽象的。第三帝国的兴衰 、武装帝国和中世纪帝国等游戏是真正的战争游戏，军事单位都是特定的对象，并以其军事属性进行直接战斗。鋼鐵雄心、歐陸風雲、十字军之王、至高统治者：终极、霸权系列和全面战争系列都是大战略电子游戏。 

## 学术用途
因为大战略游戏超出了简单的战争来处理经济、地理、历史和政治，它们在教育和国际事务研究中特别有用。